# Safet Butka
Safet Butka (10 août 1901 - 19 septembre 1943) est un professeur, homme politique et nationaliste albanais.
Fils du célèbre patriote Sali Butka, il organisa les manifestations étudiantes en avril 1939 lors de l'invasion italienne au cours duquel il sera interné à Ventotene. À son retour, il organisa des mouvements antifascistes dans sa région natale et fut l'un des fondateurs de l'organisation nationaliste Balli Kombëtar. Affligé par la guerre civile interne en Albanie, il se suicida en 1943.